# Minister
 For alternative betydninger, se Minister (flertydig). (Se også artikler, som begynder med Minister)
Minister (af latin minister: 'tjener, undergiven') er en titel, som bruges af medlemmer af en regering. En minister har ofte ansvaret for et afgrænset område - embede, og inkluderer i mange lande et ministerium.

## I Danmark
Indtil 1909 blev regeringens ministre pr. automatik udnævnt til Kommandører af Dannebrogordenen, når de tiltrådte, ligesom de indtil da, også fik udleveret en uniform og kårde.